# MTV Europe Music Awards 2008

Logo der MTV Europe Music Awards 2008

Die MTV Europe Music Awards 2008 wurden am 6. November 2008 in Liverpool, im Vereinigten Königreich in der Echo Arena verliehen. Die offiziellen Nominierungen wurden am 8. September 2008 bekanntgegeben. Moderiert wurde die Show von Katy Perry. Perez Hilton moderierte die Online-Ausgabe der Awards und berichtete live vom roten Teppich. Live-Performances gab es von P!nk, Beyoncé, Kid Rock, Take That, The Killers, The Ting Tings, Kanye West und Duffy. Als Presenter waren unter anderem die Sugababes, Tiziano Ferro, Tokio Hotel, Travis McCoy, Solange Knowles und Grace Jones auf der Bühne.

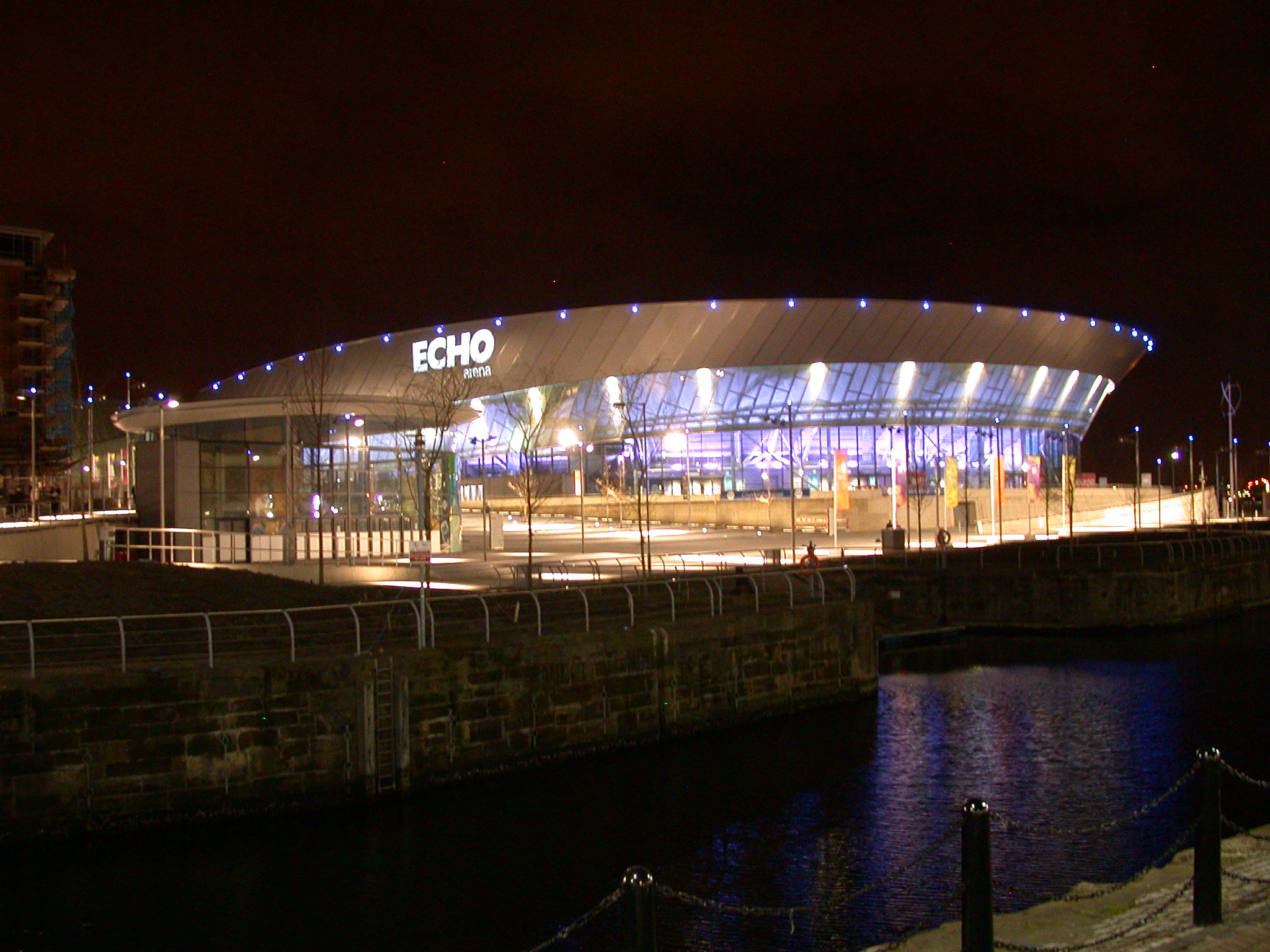
Der Austragungsort der Show: Echo Arena

## Nominierungen

### Rock Out
- 30 Seconds to Mars
- Linkin Park
- Metallica
- Paramore
- Slipknot

### Ultimate Urban
- Kanye West
- Alicia Keys
- Beyoncé
- Chris Brown
- Lil Wayne

### Most Addictive Track
- P!nk – So What
- Coldplay – Viva la Vida
- Duffy – Mercy
- Katy Perry – I Kissed a Girl
- Kid Rock – All Summer Long

### Headliner
- Tokio Hotel
- Foo Fighters
- Linkin Park
- Metallica
- The Cure

### Album of the Year
- Britney Spears – Blackout
- Alicia Keys – As I Am
- Coldplay – Viva la Vida or Death and All His Friends
- Duffy – Rockferry
- Leona Lewis – Spirit

### Act of 2008
- Britney Spears
- Amy Winehouse
- Coldplay
- Leona Lewis
- Rihanna

### New Act
- Katy Perry
- Duffy
- Jonas Brothers
- Miley Cyrus
- OneRepublic

### Best Act Ever
- Rick Astley
- Britney Spears
- Christina Aguilera
- Green Day
- Tokio Hotel
- U2

### Video Star
- 30 Seconds to Mars – A Beautiful Lie
- Madonna ft. Justin Timberlake & Timbaland – 4 Minutes
- Santogold – L.E.S. Artistes
- Snoop Dogg – Sensual Seduction
- Weezer – Pork and Beans

### Europe’s Favourite Artist
Emre Aydın – Türkei

## Regionale Auszeichnungen

### Bester deutscher Act
- Fettes Brot
- Die Ärzte
- MIA.
- Sido
- Söhne Mannheims

### Bester arabischer Act
- Karl Wolf
- Abri
- Carole Samaha
- Fayez
- Mohammed Hamaki

### Bester Adria Act
- Elvir Laković Laka
- Jinx
- Leeloojamais
- Marčelo
- T.B.F

### Bester baltischer Act
- Happyendless
- Detlef Zoo
- Jurga
- Kerli
- Rulers of the Deep

### Bester Belgien und Niederlande Act
- De Jeugd Van Tegenwoordig
- Alain Clark
- Kraak & Smaak
- Pete Philly & Perquisite
- Room Eleven

### Bester britischer Act
- Leona Lewis
- Adele
- Duffy
- The Wombats
- The Ting Tings

### Bester dänischer Act
- Suspekt
- Alphabeat
- Infernal
- L.O.C.
- Volbeat

### Bester finnischer Act
- Nightwish
- Anna Abreu
- Children of Bodom
- Disco Ensemble
- HIM

### Bester französischer Act
- Zaho
- BB Brunes
- David Guetta
- Feist
- Sefyu

### Bester griechischer Act
- Stereo Mike
- Cyanna
- Matisse
- Michalis Hatzigiannis
- Stavento

### Bester israelischer Act
- Shiri Maimon
- Asaf Avidan
- Cohen @ Mushon
- Izabo
- Kutiman

### Bester italienischer Act
- Finley
- Baustelle
- Fabri Fibra
- Marracash
- Sonohra

### Bester norwegischer Act
- Erik & Kriss
- Ida Maria
- Kakkmaddafakka
- Karpe Diem
- Madcon

### Bester polnischer Act
- Feel
- Afromental
- Ania Dąbrowska
- Hey
- Kasia Cerekwicka

### Bester portugiesischer Act
- Buraka Som Sistema
- Rita Redshoes
- Sam The Kid
- Slimmy
- The Vicious Five

### Bester rumänischer und moldauischer Act
- Morandi
- Andra
- Tom Boxer
- Crazy Loop
- Smiley

### Bester russischer Act
- Dima Bilan
- Timati
- Band’Eros
- Nastya Zadorozhnaya
- Sergey Lazarev

### Bester schwedischer Act
- Adam Tensta
- Kleerup
- Lazee
- Neverstore
- Veronica Maggio

### Bester spanischer Act
- Amaral
- La Casa Azul
- Pereza
- Pignoise
- Porta

### Bester türkischer Act
- Emre Aydın
- Hadise
- Hande Yener
- Sagopa Kajmer
- Hayko Cepkin

### Bester ungarischer Act
- Gonzo
- Beat Dis
- Irie Maffia
- The Unbending Trees
- Zagar

### Bester ukrainischer Act
- Quest Pistols
- Boombox
- Druha Rika
- Esthetic Education
- S.K.A.I